# アンチ・オイディプス
『アンチ・オイディプス』（英語: Anti-Oedipus、反エディプス）は、1972年に哲学者ジル・ドゥルーズと精神分析家フェリックス・ガタリによって発表された著作であり、また『資本主義と分裂症』のシリーズの第1巻である。この著作は、人類学から派生して研究されていた構造主義を踏まえつつ、精神科医のジークムント・フロイトにより主張されていた学説に対して批判を加える哲学的な研究であった。ドゥルーズとガタリは、1968年にフランスで五月革命が発生した後に出会い、この著作をはじめとして『千のプラトー』、『カフカ』、『哲学とはなにか』を共著で発表している。それまで、ドゥルーズは西欧で前提とされてきた形而上学を批判し、ガタリは従来の精神医学の革新を主張していた。この著作では、人間の精神、経済活動、社会、歴史などさまざまな主題を扱っており、全体としては4部から構成されている。
この研究では、題名でも示されている通り、フロイトが主張したエディプスコンプレックスの学説に対する反論として読むことができる。ここで議論の中心となっているのは、人間の無意識の欲望の概念である。フロイトは、人間が児童から大人へ移行するときや、社会が未開状態から文明状態へと移行するとき、欲望がどれほど抑圧されるのかを判断の基準においていた。つまり、欲望を抑制するほどに人間は大人であり、社会は文明状態であると判断していた。したがって、人間の欲望あるいは無意識とは、「欲望する諸機械」で、エディプスコンプレックスという欲望の抑圧を家族という社会的単位に留める装置が働く中でしか是認されないと考えられてきた。このような欲望の概念は、近代においてルネ・デカルトやトマス・ホッブズが人間に備わっている情念のある主の実体を指す考え方に根ざしたものであった。ドゥルーズとガタリは、この説に対して、無意識の欲望の概念を再検討し、欲望とはそれ自体で成立している実体ではなく、ある関係の中で存在するものであると考えた。そして、欲望をさまざまな事物を生産する機械として定義している。この見解によれば、エディプスコンプレックスは、フロイトの弟子ラカンが言うように人間が原初的に備えているものではなく、社会的な発明によるものである。

## 構成
- 第1章 欲望機械
  - 第1節 欲望的生産
  - 第2節 器官なき身体
  - 第3節 主体と享受
  - 第4節 唯物論的精神医学
  - 第5節 欲望機械
  - 第6節 全体と諸部分
- 第2章 精神分析と家族主義 すなわち神聖家族
  - 第1節 オイディプス帝国主義
  - 第2節 フロイトの三つのテクスト
  - 第3節 生産の接続的総合
  - 第4節 登録の離接的総合
  - 第5節 消費の連接的総合
  - 第6節 三つの総合の要約
  - 第7節 抑制と抑圧
  - 第8節 神経症と精神病
  - 第9節 プロセス
- 第3章 未開人、野蛮人、文明人
  - 第1節 登記する社会体
  - 第2節 原始大地機械
  - 第3節 オイディプス問題
  - 第4節 精神分析と人類学
  - 第5節 大地的表象
  - 第6節 野蛮な専制君主機械
  - 第7節 野蛮な、あるいは帝国の表象
  - 第8節 <原国家>
  - 第9節 文明資本主義機械
  - 第10節 資本主義の表象
  - 第11節 最後はオイディプス
- 第4章 分裂分析への序章
  - 第1節 社会野
  - 第2節 分子的無意識
  - 第3節 精神分析と資本主義
  - 第4節 分裂分析の肯定的な第一の課題
  - 第5節 第二の肯定的課題
- 補遺 欲望機械のための総括とプログラム

## 文献情報
- Deleuze, Gilles and Félix Guattari (1972) Anti-Œdipus. Trans. Robert Hurley, Mark Seem and Helen R. Lane. London and New York: Continuum, 2004. Vol. 1 of Capitalism and Schizophrenia. 2 vols. 1972-1980. Trans. of L'Anti-Oedipe. Paris: Les Editions de Minuit. ISBN 0826476953.

邦訳
- 『アンチ・オイディプス』市倉宏祐訳、河出書房新社、1986年。ISBN 978-4-309-24082-4
- 『アンチ・オイディプス: 資本主義と分裂症』宇野邦一訳、上下巻、 河出書房新社・河出文庫、2006年。